# 白求恩手术室旧址
白求恩手术室旧址，位于中国河北省沧州市屯庄，为沧州市河间市的一个省级文物保护单位，类型为近现代文物，公布时间为1982年7月23日。
白求恩手术室旧址的历史年代为1939年。